# コンビナート (旧社会主義国の経営形態)

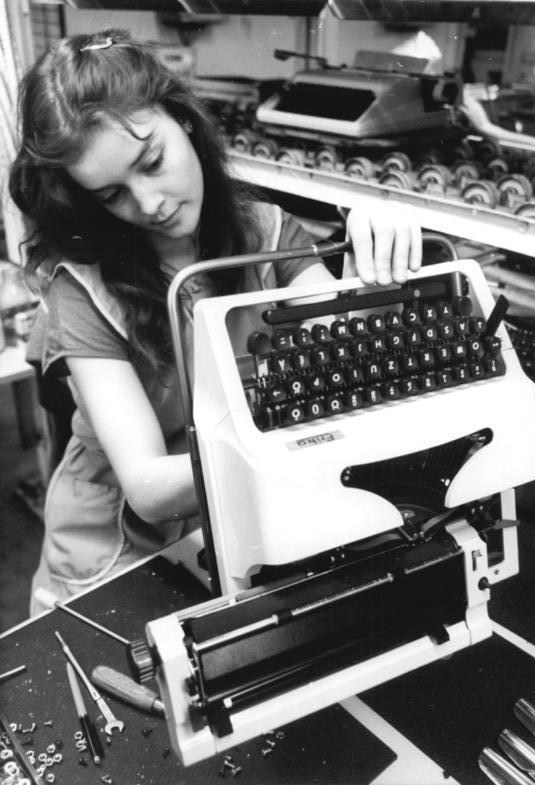
旧東ドイツの人民公社ロボトロン で週末にタイプライター生産に取り組む労働者。ロボトロンでは、17,000人の労働者がタイプライターの生産に従事していた。

コンビナート(ロシア語：Комбинат [kəm⁽ʲ⁾bʲɪˈnat] ( 音声ファイル)、ドイツ語：Kombinat) は、旧社会主義国における企業集団その他の経営形態であり、コングロマリットやトラストに相当する。例としては、旧東ドイツ最大の電子機器製造集団ロボトロンや自動車メーカーのIFE、モンゴルの銅鉱山のエルデネト鉱業、旧ソ連で2000km離れたウラルの鉄鉱石とクズネッツの石炭を専用貨車で運んで鋼材を生産したウラル･クズネツク･コンビナートなどがある。
コンビナートにはいくつかの形態がある。
1. 技術プロセスまたは経営管理を通じて相互に関連する複数の企業を組み合わせた大規模な企業集団。
2. 研究所と技術学校、保育園と幼稚園など、異なるレベルの教育開発機関の組み合わせ。
3. 独占の一形態としての様々な企業の組み合わせ。

なお、東ドイツでは、コンビナートという用語は、地方の10年制工科専門学校（ドイツ語：DDR Schulkombinate）にも使用された。この制度は、校舎の近代化とより包括的な教育の必要性により、1960年代初めに設立された。

また、日本では、コンビナートという用語は、沿岸部の広域かつ連携した工業地帯の呼称として使用されている。